# JAM2
JAM2 (англ. Junctional adhesion molecule B, молекула адгезии плотных контактов B; CD322) — мембранный белок, молекула адгезии, локализованная в клеточных плотных контактах. Продукт гена человека JAM2.

## Функции
Плотные контакты представляют собой один из способов межклеточной адгезии слоя эндотелиальных клеток. Они формируют непрерывный межклеточный контакт и физический барьер, который предотвращает проникновение растворённых веществ и воды через межклеточное пространство.
JAM2 относится к суперсемейству иммуноглобулинов и располагается в плотных контактах клеток высокого эндотелия венул. Белок играет роль адгезивного лиганда для взаимодействия с иммунными клетками и может участвовать в хоминге лимфоцитов во вторичных лимфоидных органах. Может способствовать трансэндотелиальной миграции лимфоцитов. Кроме этого, JAM2, как и JAM3, может быть вовлечён в поляризацию эндотелиальных клеток подобно белку PAR-3.

## Взаимодействия
Взаимодействует с PARD3, с интегрином VLA-4 (α4β1).